# Joanna Gonschorek
Joanna Gonschorek-Naczyńska (ur. 2 sierpnia 1973) – polska aktorka teatralna, filmowa i telewizyjna.

## Wykształcenie i praca
W 1996 roku ukończyła studia na Wydziale Lalkarskim PWST w Krakowie - Filię we Wrocławiu.
Od 1995 gra w Teatrze im. Heleny Modrzejewskiej w Legnicy.

## Filmografia
| Rok       | Tytuł                      | Rola                                             | Uwagi      |
| --------- | -------------------------- | ------------------------------------------------ | ---------- |
| 2008      | Na dobre i na złe          | Mirka Michalska                                  | odc. 349   |
| 2009      | Operacja Dunaj             | major Czesława Grążlowa                          |            |
| 2010      | Maraton tańca              | Zosia Niewiadomska, matka Michasia               |            |
| 2011      | Głęboka woda               | Danuta Adamczyk                                  | odc. 13    |
| 2016      | Świat według Kiepskich     | matka                                            | odc. 485   |
| 2017      | Wataha                     | opiekunka matki Igi Dobosz                       | odc. 7, 10 |
| 2017      | Komisarz Alex              | Mira Szostak                                     | odc. 120   |
| 2017      | Druga szansa               | matka dziecka z Bazy                             | odc. 44    |
| 2017      | Pokot                      |                                                  |            |
| 2018      | Znaki                      | mecenas Joanna Rogalska, adwokat                 | odc. 7     |
| 2018      | Zabawa, zabawa             | ciotka Magdy                                     |            |
| 2018      | Rojst                      | Matwiejska, matka Kingi                          | odc. 4     |
| 2018      | Powrót                     | nauczycielka                                     |            |
| 2018      | Drogi wolności             | straganiarka                                     | odc. 5     |
| 2019      | Odwróceni. Ojcowie i córki | sprzedawczyni                                    | odc. 7     |
| 2019      | Kurier                     |                                                  |            |
| 2019–2020 | Przyjaciółki               | Ludmiła Rogalska                                 |            |
| 2020      | Mały zgon                  | więźniarka Ruda                                  | odc. 9, 10 |
| 2020      | Komisarz Alex              | sekretarka Czekalskiego                          | odc. 167   |
| 2020      | 25 lat niewinności         | sklepowa                                         |            |
| 2020      | Usta usta                  | recepcjonistka                                   | odc. 39    |
| 2021      | 1:11                       | taksówkarka                                      |            |
| 2021      | Barwy szczęścia            | Kuczmowa                                         |            |
| 2021      | Miłość jest blisko         | klientka biura podróży Adama                     |            |
| 2021–2024 | Skazana                    | oddziałowa st. sierż. szt. SW Swieta Palamarczuk |            |
| 2022      | Gang Zielonej Rękawiczki   | pracownica Brykalskiego                          | odc. 2     |
| 2022      | Stulecie Winnych           | urzędniczka                                      | odc. 44    |
| 2022      | Iluzja                     | matka Maćka                                      |            |
| 2022      | Apokawixa                  | mama „Mychy”                                     |            |
| 2023      | Sexify 2                   | prowadząca warsztaty                             | odc. 5     |
| 2023      | Pati                       | oddziałowa st. sierż. szt. SW Swieta Palamarczuk | odc. 6     |
| 2023      | Zielona granica            | ginekolog                                        |            |
| 2023      | Infamia                    | sekretarka w liceum                              | odc. 1, 4  |

## Spektakle telewizyjne
- 2001: Ballada o Zakaczawiu
- 2005: Wschody i zachody miasta
- 2005: Made in Poland
- 2012: III Furie
- 2013: Orkiestra

## Nagrody
- 2003 – nagroda aktorska na tarnowskim Festiwalu Komedii Talia – za najlepszą rolę żeńską w spektaklu "Szpital Polonia" z Teatru im. Modrzejewskiej w Legnicy
- 2003 – nagroda wojewody dolnośląskiego za najciekawsze role kobiece w 2002 roku
- 2007 – Tukan Dziennikarzy na 28. Przeglądzie Piosenki Aktorskiej we Wrocławiu
- 2010 – nagroda marszałka województwa dolnośląskiego za najlepszy epizod – za rolę Kobiety w spektaklu "Polacy umierają"
- 2012 – nagroda dla najlepszej aktorki na XVIII Międzynarodowym Festiwalu Sztuk Przyjemnych i Nieprzyjemnych w Łodzi – za role Danuty Mutter/Stefanii w spektaklu "III Furie" z Teatru im. Modrzejewskiej w Legnicy